# Picea koyamae
Picea koyamae, la pícea de Koyama, (en japonés: ヤツガタケトウヒ yatsugatake-tohhi) es una especie arbórea perteneciente a la familia de las Pináceas. Esta rara especie es originaria de las montañas Akaishi y los montes Yatsugatake, o prefecturas de Nagano y Yamanashi en el centro de Honshū, Japón, donde crece a 1.500-2.000 m s. n. m.

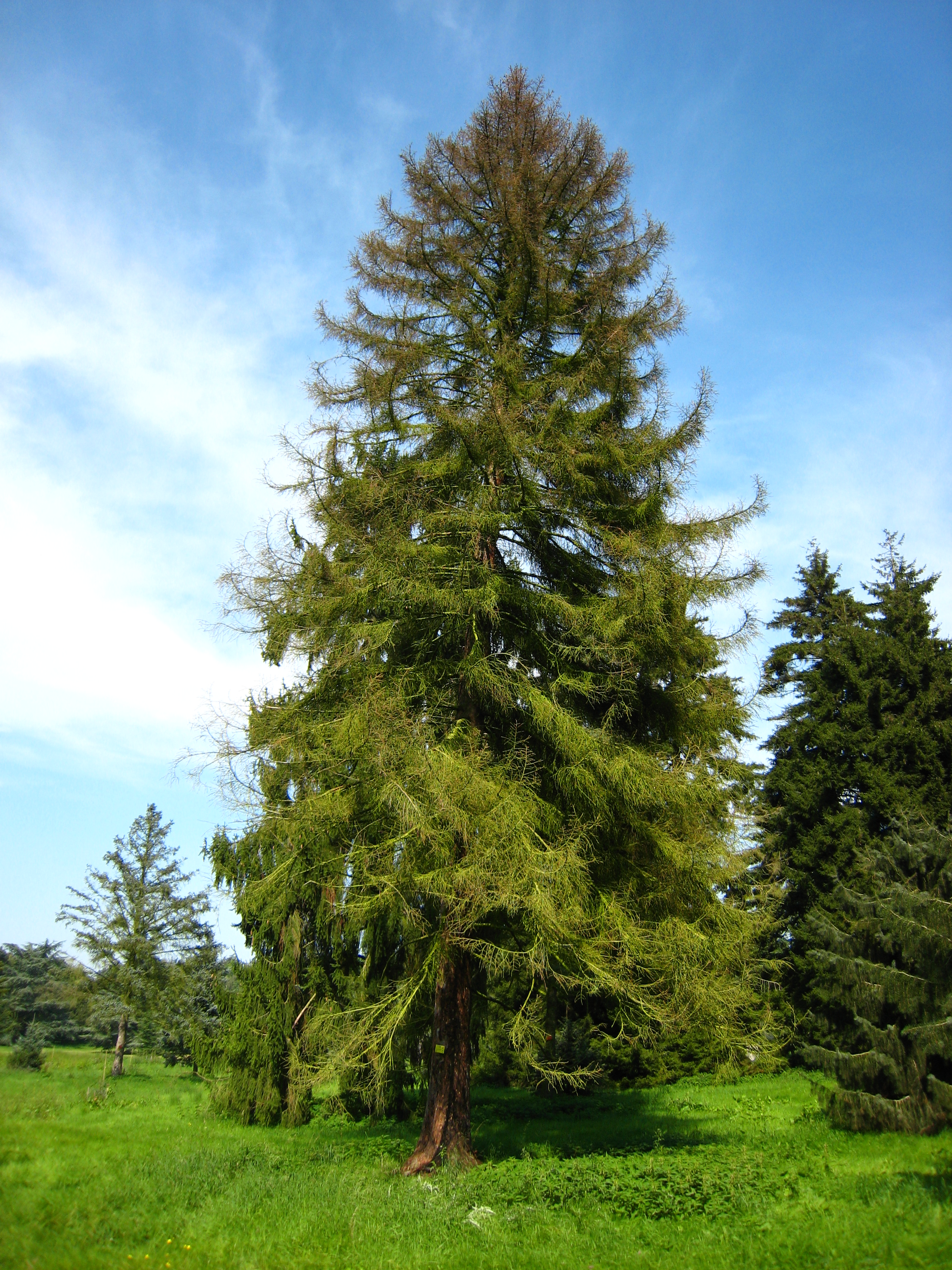
Un ejemplar recientemente muerto en el Arboreto de Chèvreloup, Francia

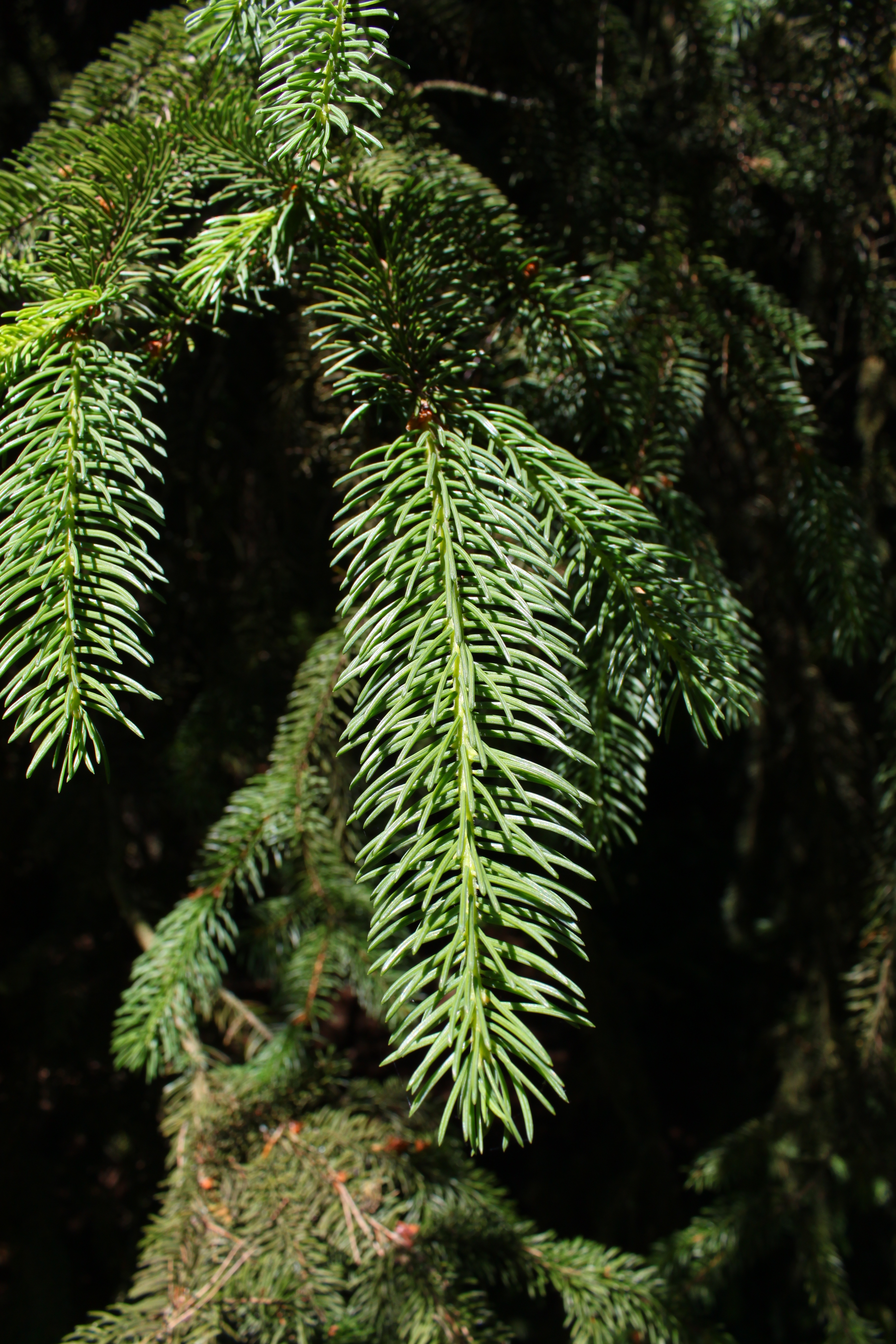
Joven brote, Arboreto de Rogów, Polonia

## Descripción
Es un árbol siempreverde monoico que crece hasta los 25 m de alto, con un diámetro de tronco de hasta 1 m. Los brotes son marrón anaranjado, con pubescencias dispersas. Las hojas son aciculares, de 8-16 mm de largo, con una sección al corte romboidea, verde azulado oscura con líneas estomatales conspicuas. Los estróbilos son cónico cilíndricos, de 4-9 cm de largo y 2 cm de ancho, al madurar marrón claro 5–7 meses después de la polinización, y tienen escamas suavemente redondeadas, rígidas de 6–18 mm de lasrgo y 6-12 mm de ancho. La polinización tiene lugar a finales de la primavera.
La pícea se encuentra creciendo en grupos de 10-20, con una población total de solo alrededor de 250 árboles maduros. La principal causa de decadencia es la pérdida de la regeneración natural después de los tifones, con árboles soplados por el viento al plantar otras especies valiosas comercialmente de crecimiento rápido.
Ocasionalmente se planta como árbol ornamental. La madera es parecida a la de otras píceas, pero la especie es demasiado rara para tener un valor económico.

## Taxonomía
Picea koyamae fue descrita por  Yasuyoshi Shirasawa y publicado en Botanical Magazine 27: 128. 1913.
Etimología
Picea; nombre genérico que es tomado directamente del Latín pix = "brea", nombre clásico dado a un pino que producía esta sustancia
koyamae: epíteto que recibe su nombre del botánico japonés Mitsua Koyama. El nombre fue publicado por vez primera como "koyamai", pero esto es un error ortográfico que debe corregirse bajo las provisiones del Artículo 60 de ICBN.